# Selección de fútbol de Gibraltar
La selección de fútbol de Gibraltar es el equipo representativo del territorio de ultramar en las competiciones oficiales. Su organización está a cargo de la Asociación de Fútbol de Gibraltar, perteneciente a la UEFA.
Desde el 24 de mayo de 2013 es miembro de pleno derecho de la UEFA, en cumplimiento de una resolución del Tribunal Internacional de Arbitraje Deportivo (TAS). El día 13 de mayo del año 2016 en el 66.º Congreso de la FIFA celebrado en México, la selección de fútbol de Gibraltar fue admitida como miembro n.° 211 de la FIFA, por lo que puede participar en las eliminatorias para la Copa del Mundo. Con una población de 30 000 habitantes Gibraltar es el miembro más pequeño de la UEFA en términos de población.
El 20 de marzo de 2015, Lee Casciaro, delantero del combinado asociativo, anotó el primer gol oficial en la historia del seleccionado en la derrota frente a Escocia por 6-1 en Glasgow.
El 13 de octubre de 2018, Gibraltar gana su primer partido oficial ante Armenia por 1-0 con gol de Joseph Chipolina.

## Historia

### Comienzos
Hasta mayo de 2013 fue excluida de las principales competiciones oficiales y sólo disputó torneos de corte amistoso ya que los jugadores gibraltareños debido a su condición podían formar parte de la selección de Inglaterra al ser un territorio de ultramar. Su primer partido lo disputó ante el Sevilla FC en 1923 donde fue derrotada por 2-0 y 5-0. En el año 1949 logró un empate ante el Real Madrid. Gibraltar volvió a las canchas en 1993 durante los Juegos Insulares, donde finalizó en el último lugar marcando un solo gol. En 1995, alcanzó su primera victoria ante la Isla de Man cuando albergaron los Juegos Insulares. En esa oportunidad llegaron a la final, siendo derrotados por 1-0 ante la Isla de Wight.
En 2006, Gibraltar participó en la primera edición de la FIFI Wild Cup donde obtuvo el tercer lugar siendo derrotados en semifinales por los eventuales campeones que era el combinado de Chipre del Norte.

### UEFA

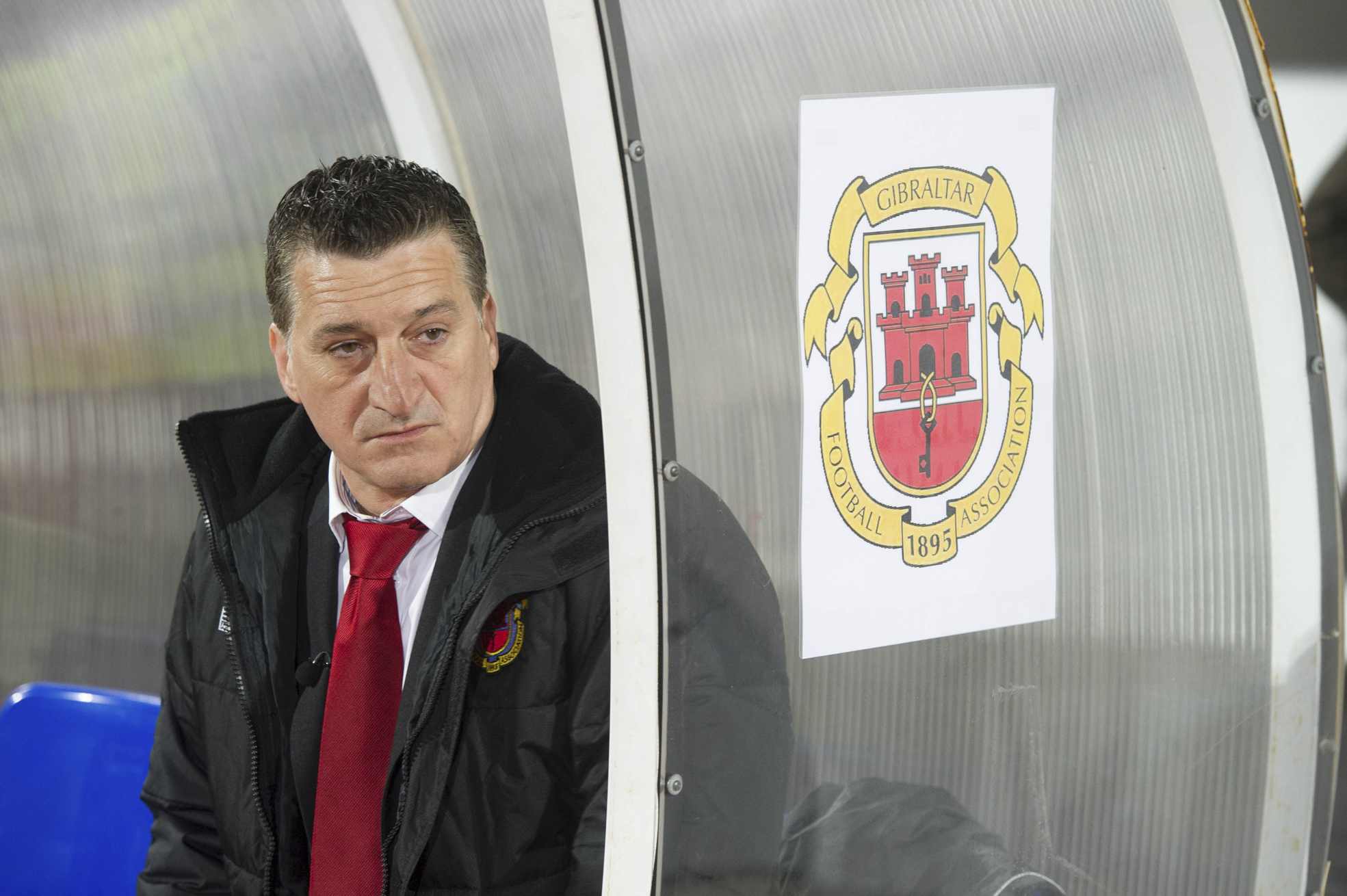
Allen Bula fue el primer entrenador de Gibraltar como afiliado a FIFA desde 2010 a 2015.

A pesar de su antigüedad como seleccionado asociativo, el rechazo de España y de sectores de la propia FIFA y UEFA impidió la inclusión de Gibraltar en dichas organizaciones durante muchos años.
A mediados de 2006, la decisión del Tribunal de Arbitraje Deportivo (TAS) sancionó que Gibraltar debía de ser incluida en ambas federaciones y aunque el 8 de diciembre de 2006 la UEFA aprobó su membresía provisional esta fue rechazada el 27 de enero de 2007 en el congreso que se celebró en Düsseldorf (Alemania), con 48 votos en contra y sólo 3 votos a favor.
Sin embargo, el 1 de octubre de 2012 y tras una resolución dictada por el TAS en 2011, la UEFA readmitió a la Asociación de Fútbol de Gibraltar (GFA) como miembro provisional en el Comité Ejecutivo que celebró en San Petersburgo, Rusia, habiendo dejado pendiente la votación para su ingreso definitivo para el XXXVII Congreso Ordinario que se celebraría en Londres en el año 2013.

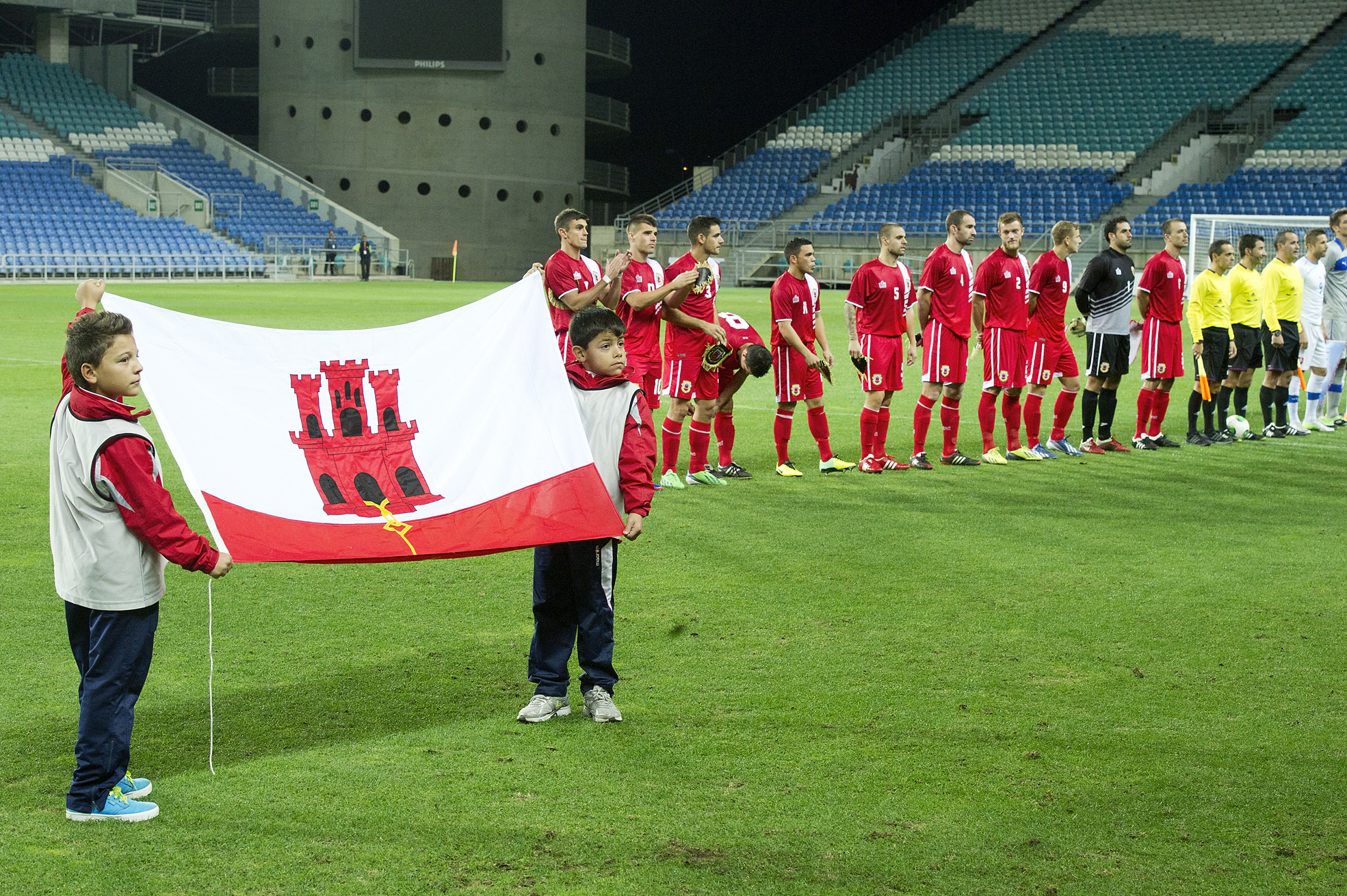
El debut de Gibraltar en competiciones europeas ante.

Finalmente la asociación fue admitida como miembro de pleno derecho de la UEFA el 24 de mayo de 2013, tras una votación de 51 votos a favor y dos en contra que eran el de la federación española de fútbol y Bielorrusia, convirtiendo a Gibraltar en el miembro número 54 de la UEFA. La inclusión definitiva se produjo por la necesidad de cumplir con la resolución del TAS, la cual "obligaba" a la UEFA a incluir a esta asociación. 
La selección gibraltareña logró participar en la clasificación para la Eurocopa de Francia 2016, si bien la UEFA ha establecido una norma para que no pueda enfrentarse contra España en ningún momento para futuras eliminatorias Europeas. Se espera que para el 2016, Gibraltar ya tenga su estadio FIFA que se llamará Estadio de Punta Europa. El combinado gibraltareño jugó su primer partido internacional oficial contra la selección de fútbol de Polonia en un partido valedero para la clasificación de la Eurocopa 2016, pese a que ese año jugó contra el equipo andaluz CD San Roque. El encuentro se disputó en Faro, Portugal, debido a que el estadio Victoria de Gibraltar no se encuentra en condiciones óptimas, finalizando el partido una derrota para los locales de 7:0. En tanto en su primer partido internacional oficial en calidad de visitante, el seleccionado cayó derrotado ante Irlanda en Dublín, de nuevo por un abultado marcador de 0:7.

### Eliminatorias rumbo al Mundial 2018
En su primer eliminatoria rumbo a un mundial, Gibraltar se encuadró en el Grupo H junto a Bélgica, Bosnia y Herzegovina, Chipre, Estonia y Grecia. En su primer partido, fue derrotado 1-4 frente al conjunto griego, siendo su primer gol en una eliminatoria anotado por Liam Walker. Volverían a anotar otro gol en la derrota 3:1 frente a Chipre, esta vez anotado por Lee Casciaro. En la jornada 6 volvió a anotar frente a Chipre, esta vez con anotación de Anthony Hernández. El 31 de agosto por la jornada 7 el equipo recibió su peor resultado de su historia cayendo por un abultado 9:0 ante la Selección de Bélgica. Terminaron en la última posición de su grupo, sin sumar ni un solo punto con 3 goles a favor y 47 en contra.
En la Liga de Naciones de la UEFA, la selección de Gibraltar estuvo en el Grupo D4 con Armenia, Liechtenstein y Macedonia, en su primer compromiso caería derrotado (0:2) ante Macedonia, en su segundo partido sería derrotado por (2:0) ante Liechtenstein. El 13 de octubre hace historia al conseguir su primer triunfo en un partido oficial al vencer de visitante (0:1) a Armenia, 3 días después conseguiría su 2 victoria oficial al derrotar a Liechtenstein por (2-1) en Gibraltar, en el 5 encuentro sería aplastado (2:6) por Armenia en Gibraltar.

### Liga Naciones de la UEFA 2020-21 y 2022-23
En la Liga de Naciones de la UEFA 2020/21, queda encuadrado en el Grupo D2, junto a Liechtenstein y San Marino. Consigue su tercera victoria en partido oficial al imponerse a San Marino por 1 a 0. Tras ganar 0-1 a Liechtenstein y empatar a 0 contra San Marino, empató a 1 en la última jornada contra Liechtenstein, quedando campeona de grupo de invicta y ascendiendo a la Liga C, siendo hasta el momento el mayor logro alcanzado por la selección. 
En la Liga de Naciones de la UEFA 2022-23 queda encuadrado en el Grupo C4, junto a las selecciones de Georgia, Bulgaria y Macedonia del Norte. Tras empatar 1 partido y perder 5, además de anotar sólo tres goles y recibir 18, disputará los play-outs para evitar el descenso a la Liga D. 

### Eliminatorias para la clasificación a la Eurocopa de 2024
Para la Clasificación para la Eurocopa 2024 quedó encuadrada en el Grupo B, con las selecciones de Francia, Países Bajos, Irlanda y Grecia. Perdió sus 8 partidos, sin anotar ningún gol y recibiendo 41 goles en contra, siendo la peor selección de toda la fase de clasificación. Además, perdió contra Francia 14:0, siendo su mayor goleada recibida, además de la mayor goleada en un partido entre selecciones europeas.

## Estadio
Antes de ser aceptado en la UEFA, la selección jugaba sus partidos como local en el estadio Victoria con capacidad para 5.000 espectadores. Debido a que este estadio no cumple las normas de la UEFA y la FIFA para los partidos internacionales ya que tiene una capacidad muy por debajo de los estándares de la UEFA y FIFA que exigen estadios con capacidad de aforo de mínimo 8000 espectadores, el equipo juega sus partidos de local en el Estadio Algarve de Portugal. Si bien el Estadio Victoria no se puede utilizar para los partidos de clasificación, sí puede ser utilizado para partidos de carácter amistosos cuando Gibraltar decida hacerlo.
Hay planes para reemplazar el Victoria por un nuevo estadio, el Estadio de Punta Europa con capacidad para 11 000 personas y que cumpla con los requisitos de la UEFA y la FIFA y se creía terminado para finales del año 2016.

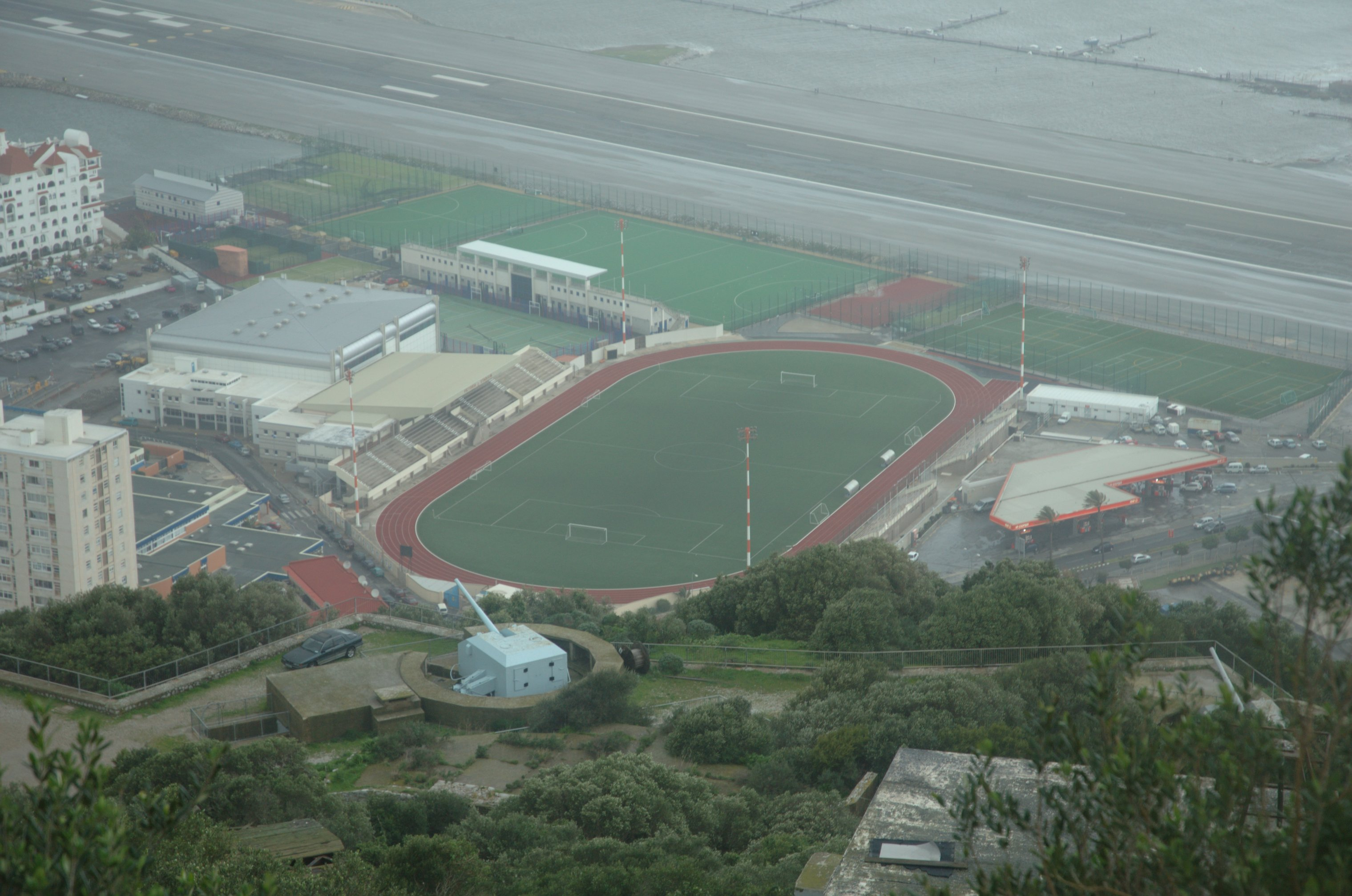
Estadio Victoria
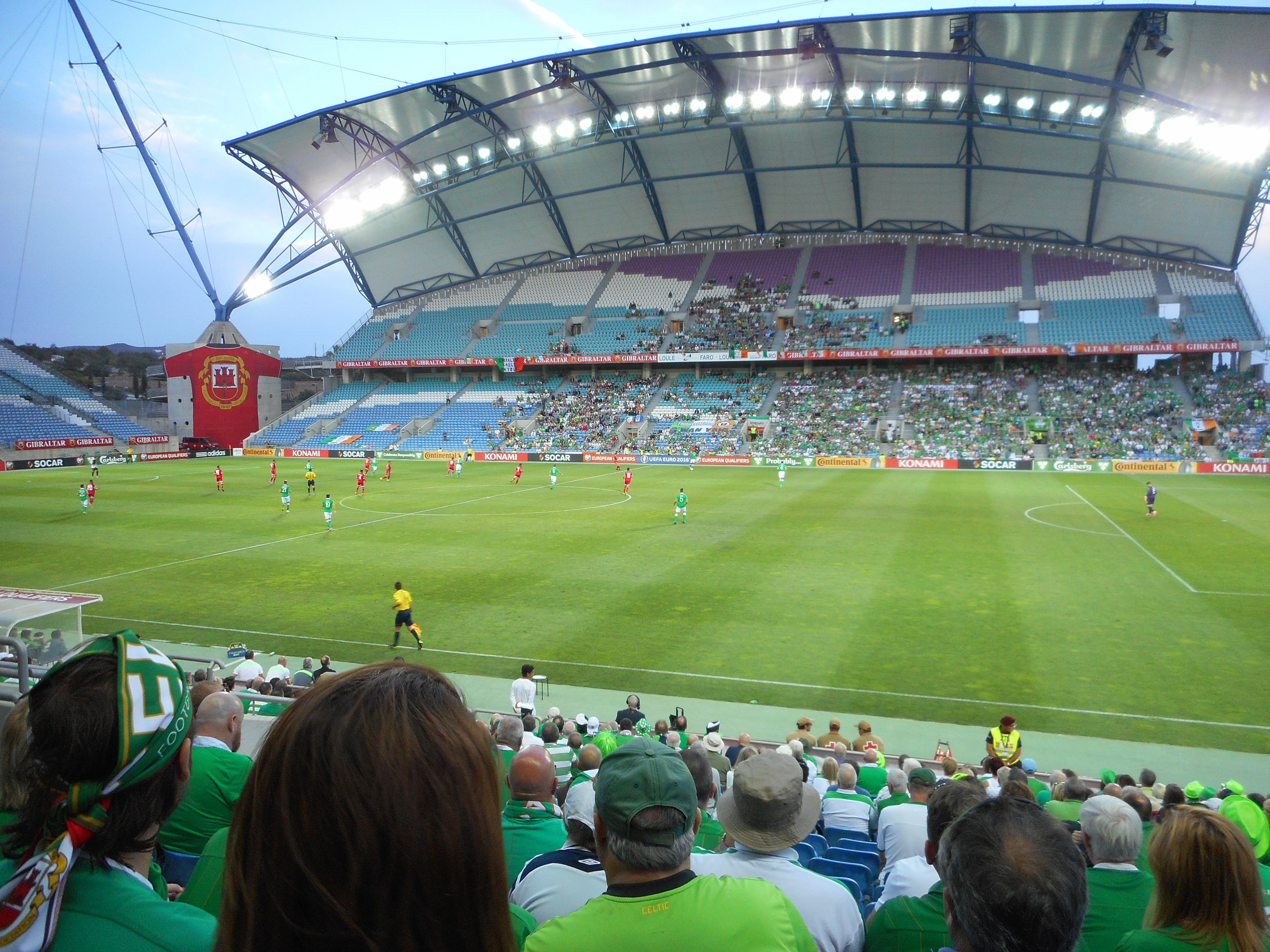
Estadio Algarve (Sede temporal)
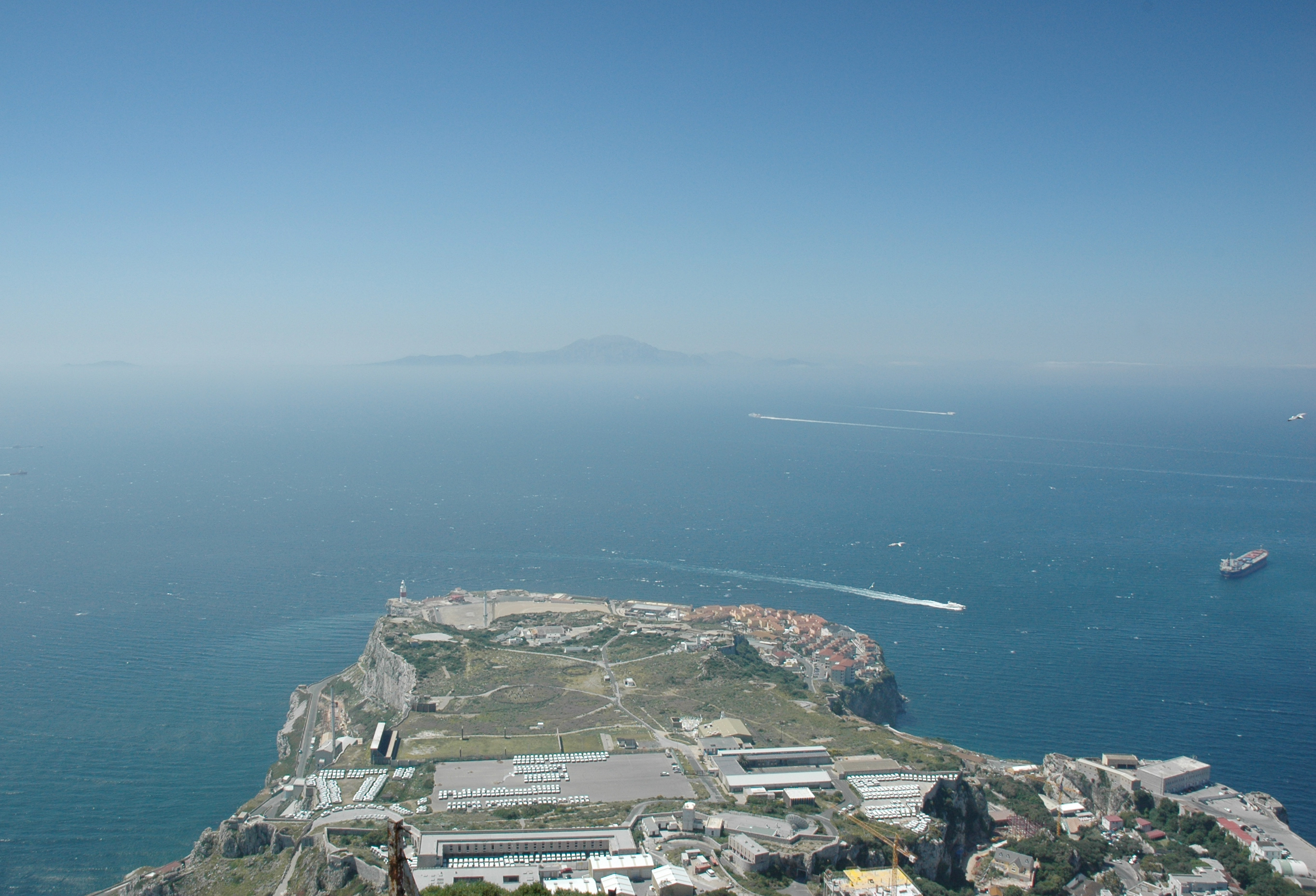
Punta Europa, sitio donde será construido el Estadio de Punta Europa

## Últimos partidos y próximos encuentros
Actualizado al último partido jugado el 9 de junio de 2025
| Fecha      | Ciudad       | Local           | Resultado | Visitante       | Competición                          |
| ---------- | ------------ | --------------- | --------- | --------------- | ------------------------------------ |
| 06-06-2024 | Faro-Loulé   | Gibraltar       | 0:0       | Gales           | Partido amistoso                     |
| 04-09-2024 | Victoria     | Gibraltar       | 1:0 (1:0) | Andorra         | Partido amistoso                     |
| 08-09-2024 | Punta Europa | Gibraltar       | 2:2 (1:0) | Liechtenstein   | Liga de Naciones UEFA 24/25          |
| 10-10-2024 | Punta Europa | Gibraltar       | 1:0 (0:0) | San Marino      | Liga de Naciones UEFA 24/25          |
| 13-10-2024 | Vaduz        | Liechtenstein   | 0:0       | Gibraltar       | Liga de Naciones UEFA 24/25          |
| 15-11-2024 | Serravalle   | San Marino      | 1:1 (0:1) | Gibraltar       | Liga de Naciones UEFA 24/25          |
| 19-11-2024 | Punta Europa | Gibraltar       | 1:1 (0:1) | Moldavia        | Partido amistoso                     |
| 22-03-2025 | Nikšić       | Montenegro      | 3:1 (1:1) | Gibraltar       | Clasificación Copa Mundial 2026      |
| 25-03-2025 | Faro-Loulé   | Gibraltar       | 0:4 (0:1) | República Checa | Clasificación Copa Mundial 2026      |
| 06-06-2025 | Faro-Loulé   | Gibraltar       | 0:7 (0:2) | Croacia         | Clasificación Copa Mundial 2026      |
| 09-06-2025 | Tórshavn     | Islas Feroe     | 2:1 (0:1) | Gibraltar       | Clasificación Copa Mundial 2026      |
| 08-09-2025 | Faro-Loulé   | Gibraltar       | -:-       | Islas Feroe     | Clasificación Copa Mundial 2026      |
| 12-10-2025 | Pula         | Croacia         | -:-       | Gibraltar       | Clasificación Copa Mundial 2026      |
| 14-11-2025 | Faro-Loulé   | Gibraltar       | -:-       | Montenegro      | Clasificación Copa Mundial 2026      |
| 17-11-2025 | Zlín         | República Checa | -:-       | Gibraltar       | Clasificación Copa Mundial 2026      |
| 26-03-2026 | TBD          | Gibraltar       | -:-       | Letonia         | Play-off Liga de Naciones UEFA 24/25 |
| 31-03-2026 | Riga         | Letonia         | -:-       | Gibraltar       | Play-off Liga de Naciones UEFA 24/25 |

## Estadísticas

### Copa Mundial de Fútbol
| Copa Mundial de Fútbol | Copa Mundial de Fútbol  | Copa Mundial de Fútbol  | Copa Mundial de Fútbol  | Copa Mundial de Fútbol  | Copa Mundial de Fútbol  | Copa Mundial de Fútbol  | Copa Mundial de Fútbol  |
| Año                    | Ronda                   | J                       | G                       | E                       | P                       | GF                      | GC                      |
| ---------------------- | ----------------------- | ----------------------- | ----------------------- | ----------------------- | ----------------------- | ----------------------- | ----------------------- |
| 1930 - 2010            | No existía la selección | No existía la selección | No existía la selección | No existía la selección | No existía la selección | No existía la selección | No existía la selección |
| 2014                   | No participó            | No participó            | No participó            | No participó            | No participó            | No participó            | No participó            |
| 2018                   | No clasificó            | No clasificó            | No clasificó            | No clasificó            | No clasificó            | No clasificó            | No clasificó            |
| 2022                   | No clasificó            | No clasificó            | No clasificó            | No clasificó            | No clasificó            | No clasificó            | No clasificó            |
| 2026                   | Por disputarse          | Por disputarse          | Por disputarse          | Por disputarse          | Por disputarse          | Por disputarse          | Por disputarse          |
| 2030                   | Por disputarse          | Por disputarse          | Por disputarse          | Por disputarse          | Por disputarse          | Por disputarse          | Por disputarse          |
| 2034                   | Por disputarse          | Por disputarse          | Por disputarse          | Por disputarse          | Por disputarse          | Por disputarse          | Por disputarse          |
| Total                  | 0/22                    | -                       | -                       | -                       | -                       | -                       | -                       |

### Eurocopa
| Eurocopa    | Eurocopa                | Eurocopa                | Eurocopa                | Eurocopa                | Eurocopa                | Eurocopa                | Eurocopa                |
| Año         | Ronda                   | J                       | G                       | E                       | P                       | GF                      | GC                      |
| ----------- | ----------------------- | ----------------------- | ----------------------- | ----------------------- | ----------------------- | ----------------------- | ----------------------- |
| 1960 - 2012 | No existía la selección | No existía la selección | No existía la selección | No existía la selección | No existía la selección | No existía la selección | No existía la selección |
| 2016        | No clasificó            | No clasificó            | No clasificó            | No clasificó            | No clasificó            | No clasificó            | No clasificó            |
| 2020        | No clasificó            | No clasificó            | No clasificó            | No clasificó            | No clasificó            | No clasificó            | No clasificó            |
| 2024        | No clasificó            | No clasificó            | No clasificó            | No clasificó            | No clasificó            | No clasificó            | No clasificó            |
| 2028        | Por definir             | Por definir             | Por definir             | Por definir             | Por definir             | Por definir             | Por definir             |
| 2032        | Por definir             | Por definir             | Por definir             | Por definir             | Por definir             | Por definir             | Por definir             |
| Total       | 0/17                    | -                       | -                       | -                       | -                       | -                       | -                       |

### Liga de Naciones de la UEFA
| Liga de Naciones de la UEFA | Liga de Naciones de la UEFA | Liga de Naciones de la UEFA | Liga de Naciones de la UEFA | Liga de Naciones de la UEFA | Liga de Naciones de la UEFA | Liga de Naciones de la UEFA | Liga de Naciones de la UEFA | Liga de Naciones de la UEFA | Liga de Naciones de la UEFA |
| Año                         | L                           | G                           | Ronda                       | J                           | G                           | E                           | P                           | GF                          | GC                          |
| --------------------------- | --------------------------- | --------------------------- | --------------------------- | --------------------------- | --------------------------- | --------------------------- | --------------------------- | --------------------------- | --------------------------- |
| 2018-19                     | D                           | 4                           | Tercer lugar                | 6                           | 2                           | 0                           | 4                           | 5                           | 15                          |
| 2020-21                     | D                           | 2                           | Primer lugar                | 4                           | 2                           | 2                           | 0                           | 3                           | 1                           |
| 2022-23                     | C                           | 4                           | Cuarto lugar                | 6                           | 0                           | 1                           | 5                           | 3                           | 18                          |
| Total                       | Total                       | Total                       | 3/3                         | 16                          | 4                           | 3                           | 9                           | 11                          | 34                          |

## Otros torneos

### Juegos de las Islas
Antes de unirse a la UEFA, Gibraltar compitió en numerosas competiciones de fútbol, principalmente en los Juegos de las Islas. La primera competición del equipo fueron los Juegos de las Islas 1993, a pesar de que Gibraltar no es una isla. Gibraltar perdió todos sus partidos, anotando sólo un gol y terminando en el último lugar.
Tuvieron mucho más éxito en los Juegos de las Islas 1995, donde eran locales. A pesar de perder su primer partido contra Groenlandia, Gibraltar se recuperó para registrar su primera victoria en un torneo, frente a la Isla de Man. Otra victoria sobre Anglesey permitió a Gibraltar terminar en segundo lugar en el grupo, superando a Anglesey por diferencia de goles, y calificar para las semifinales. Allí, derrotaron a Jersey 1-0, antes de perder la final ante la Isla de Wight por el mismo marcador.
En los Juegos de 1997, dos victorias y dos derrotas en la fase de grupos, seguidas de una derrota ante Shetland en un desempate, ubicaron a Gibraltar sexto entre nueve equipos. Otro mal desempeño en 1999 los dejó en la undécima posición. Los resultados en los Juegos de las Islas mejoraron ligeramente en 2001, cuando llegaron a la quinta posición. En 2003 Gibraltar registró su más amplia victoria, derrotando a Sark 19-0. Otros buenos resultados ante Groenlandia y las Islas Orcadas los dejaron en la sexta ubicación entre 12 equipos. A pesar de estos éxitos menores, Gibraltar no participó en el torneo de 2005, aunque luego serían campeones en 2007.
| Juegos de las Islas | Juegos de las Islas | Juegos de las Islas | Juegos de las Islas | Juegos de las Islas | Juegos de las Islas | Juegos de las Islas | Juegos de las Islas |
| Año                 | Ronda               | J                   | G                   | E                   | P                   | GF                  | GC                  |
| ------------------- | ------------------- | ------------------- | ------------------- | ------------------- | ------------------- | ------------------- | ------------------- |
| 1989                | No participó        | No participó        | No participó        | No participó        | No participó        | No participó        | No participó        |
| 1991                | No participó        | No participó        | No participó        | No participó        | No participó        | No participó        | No participó        |
| 1993                | Octavo lugar        | 4                   | 0                   | 0                   | 4                   | 1                   | 9                   |
| 1995                | Subcampeón          | 5                   | 4                   | 0                   | 1                   | 5                   | 3                   |
| 1997                | Sexto lugar         | 5                   | 2                   | 0                   | 3                   | 13                  | 8                   |
| 1999                | Undécimo lugar      | 4                   | 1                   | 0                   | 3                   | 9                   | 11                  |
| 2001                | Quinto lugar        | 4                   | 3                   | 0                   | 1                   | 7                   | 2                   |
| 2003                | Quinto lugar        | 5                   | 3                   | 0                   | 2                   | 29                  | 5                   |
| 2005                | No participó        | No participó        | No participó        | No participó        | No participó        | No participó        | No participó        |
| 2007                | Campeón             | 4                   | 3                   | 1                   | 0                   | 9                   | 2                   |
| 2009                | Noveno lugar        | 4                   | 2                   | 1                   | 1                   | 12                  | 3                   |
| 2011                | Quinto lugar        | 3                   | 2                   | 0                   | 1                   | 14                  | 7                   |
| 2013                | No participó        | No participó        | No participó        | No participó        | No participó        | No participó        | No participó        |
| 2015                | Décimo lugar        | 4                   | 1                   | 1                   | 2                   | 3                   | 6                   |
| 2017                | No participó        | No participó        | No participó        | No participó        | No participó        | No participó        | No participó        |
| Total               | 10/15               | 42                  | 21                  | 3                   | 18                  | 102                 | 56                  |

### FIFI Wild Cup
| FIFI Wild Cup | FIFI Wild Cup | FIFI Wild Cup | FIFI Wild Cup | FIFI Wild Cup | FIFI Wild Cup | FIFI Wild Cup | FIFI Wild Cup |
| Año           | Ronda         | J             | G             | E             | P             | GF            | GC            |
| ------------- | ------------- | ------------- | ------------- | ------------- | ------------- | ------------- | ------------- |
| 2006          | Tercer lugar  | 4             | 2             | 1             | 1             | 8             | 4             |
| Total         | 1/1           | 4             | 2             | 1             | 1             | 8             | 4             |

### Four Nations Tournament
| Four Nations Tournament | Four Nations Tournament | Four Nations Tournament | Four Nations Tournament | Four Nations Tournament | Four Nations Tournament | Four Nations Tournament | Four Nations Tournament |
| Año                     | Ronda                   | J                       | G                       | E                       | P                       | GF                      | GC                      |
| ----------------------- | ----------------------- | ----------------------- | ----------------------- | ----------------------- | ----------------------- | ----------------------- | ----------------------- |
| 1979 - 2007             | No participó            | No participó            | No participó            | No participó            | No participó            | No participó            | No participó            |
| 2008                    | Cuarto lugar            | 3                       | 0                       | 0                       | 3                       | 4                       | 11                      |
| Total                   | 1/16                    | 3                       | 0                       | 0                       | 3                       | 4                       | 11                      |

## Jugadores

### Mayores presencias

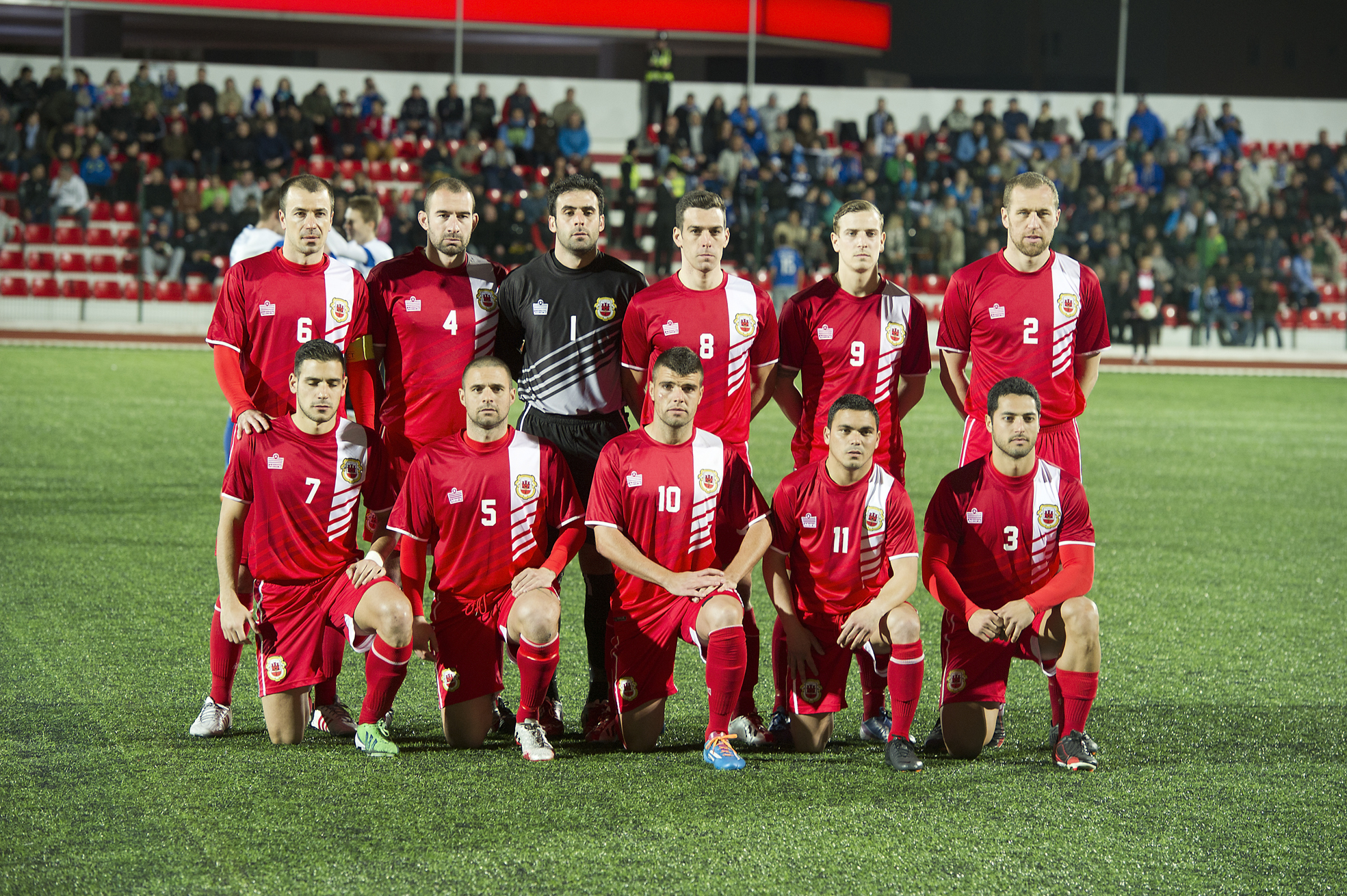
La Selección de fútbol de Gibraltar en el Estadio Victoria en marzo de 2014.

- Actualizado hasta el 4 de diciembre de 2022

| #  | Nombre           | Carrera   | Partidos | Goles |
| -- | ---------------- | --------- | -------- | ----- |
| 1  | Liam Walker      | 2013–     | 88       | 8     |
| 2  | Roy Chipolina    | 2013–2024 | 75       | 5     |
| 3  | Lee Casciaro     | 2014–     | 66       | 3     |
| 4  | Jayce Olivero    | 2016–     | 63       | 0     |
| 5  | Joseph Chipolina | 2013–     | 61       | 2     |
| 5  | Jack Sergeant    | 2013–     | 61       | 0     |
| 7  | Louie Annesley   | 2018–     | 52       | 1     |
| 7  | Tjay De Barr     | 2018–     | 28       | 3     |
| 9  | Ethan Britto     | 2018–     | 46       | 1     |
| 10 | Kian Ronan       | 2020–     | 41       | 0     |

### Mayores goleadores
- Actualizado hasta el 4 de diciembre de 2022

| # | Nombre           | Carrera   | Goles | PJ | Promedio |
| - | ---------------- | --------- | ----- | -- | -------- |
| 1 | Liam Walker      | 2013-     | 8     | 88 | 0.091    |
| 2 | Roy Chipolina    | 2013–2024 | 5     | 75 | 0.067    |
| 2 | Reece Styche     | 2014–     | 3     | 31 | 0.097    |
| 2 | Tjay De Barr     | 2018–     | 3     | 52 | 0.058    |
| 2 | Lee Casciaro     | 2014-     | 3     | 66 | 0.045    |
| 5 | Jake Gosling     | 2014–2018 | 2     | 12 | 0.167    |
| 5 | Joseph Chipolina | 2013–     | 2     | 61 | 0.033    |
| 5 | Dan Bent         | 2024–     | 2     | 9  | 0.222    |
| 5 | James Scanlon    | 2024–     | 2     | 14 | 0.143    |

### Capitanes
Desde la formación de la selección profesional, Gibraltar ha tenido un solo capitán:
- 2013-2024: Roy Chipolina
- 2025-: Liam Walker

### Última convocatoria
Los siguientes jugadores fueron llamados para disputar los partidos contra  Montenegro y  República Checa por la Clasificación de UEFA para la Copa Mundial de Fútbol de 2026.
| No. | Pos. | Jugador           | Fecha de nacimiento (edad)         | Apa. | Goles | Club              |
| --- | ---- | ----------------- | ---------------------------------- | ---- | ----- | ----------------- |
| 1   | POR  | Bradley Banda     | 20 de enero de 1998 (27 años)      | 15   | 0     | St. Joseph's      |
| 13  | POR  | Christian Lopez   | 10 de febrero de 2001 (24 años)    | 0    | 0     | Bruno's Magpies   |
| 23  | POR  | Victor Huart      | 5 de septiembre de 2008 (16 años)  | 0    | 0     | Lynx              |
|     |      |                   |                                    |      |       |                   |
| 2   | DEF  | Ethan Jolley      | 29 de marzo de 1997 (28 años)      | 35   | 0     | St. Joseph's      |
| 3   | DEF  | Kai Mauro         | 3 de mayo de 2007 (18 años)        | 1    | 0     | Cádiz C           |
| 5   | DEF  | Louie Annesley    | 3 de mayo de 2000 (25 años)        | 50   | 1     | Braintree Town    |
| 6   | DEF  | Bernardo Lopes    | 30 de julio de 1993 (31 años)      | 27   | 0     | Lincoln Red Imps  |
| 15  | DEF  | Paddy McClafferty | 19 de septiembre de 2004 (20 años) | 2    | 0     | Blyth Spartans    |
| 16  | DEF  | Tayler Carrington | 28 de mayo de 2006 (19 años)       | 0    | 0     | Vázquez Cultural  |
|     |      |                   |                                    |      |       |                   |
| 4   | MED  | Kian Ronan        | 9 de marzo de 2001 (24 años)       | 39   | 0     | King's Lynn Town  |
| 8   | MED  | Nicholas Pozo     | 19 de enero de 2005 (20 años)      | 17   | 0     | Europa            |
| 10  | MED  | Liam Walker       | 13 de abril de 1988 (37 años)      | 86   | 8     | St. Joseph's      |
| 11  | MED  | James Scanlon     | 28 de septiembre de 2006 (18 años) | 12   | 1     | Manchester United |
| 14  | MED  | Dan Bent          | 10 de enero de 1996 (29 años)      | 7    | 2     | Lincoln Red Imps  |
| 18  | MED  | Kye Livingstone   | 9 de marzo de 2003 (22 años)       | 1    | 0     | Lions Gibraltar   |
| 20  | MED  | Ethan Britto      | 30 de noviembre de 2000 (24 años)  | 45   | 1     | Lincoln Red Imps  |
| 21  | MED  | Julian Valarino   | 23 de junio de 2000 (25 años)      | 25   | 0     | Lincoln Red Imps  |
| 22  | MED  | Evan De Haro      | 28 de septiembre de 2002 (22 años) | 10   | 0     | Bruno's Magpies   |
|     |      |                   |                                    |      |       |                   |
| 7   | DEL  | Tjay De Barr      | 13 de marzo de 2000 (25 años)      | 50   | 3     | Lincoln Red Imps  |
| 9   | DEL  | Ayoub El Hmidi    | 30 de septiembre de 2000 (24 años) | 11   | 0     | USM Oujda         |
| 12  | DEL  | Jaiden Bartolo    | 10 de febrero de 2006 (19 años)    | 9    | 0     | Slough Town       |
| 17  | DEL  | Liam Jessop       | 13 de agosto de 2005 (19 años)     | 2    | 0     | Worksop Town      |
| 19  | DEL  | Carlos Richards   | 30 de agosto de 2005 (19 años)     | 2    | 0     | Dorking Wanderers |

## Cuerpo técnico
| Ocupación                | Nombre              |
| ------------------------ | ------------------- |
| Entrenador               | Scott Wiseman       |
| Asistente del entrenador | Bandera de ?        |
| Team Manager             | Gary Robba          |
| Entrenador de arqueros   | Christian Wink      |
| Médico 1                 | Dr. Keith Gracia    |
| Médico 2                 | Dr. Issac Rodríguez |
| Fisioterapeuta 1         | Iain Latin          |
| Fisioterapeuta 2         | Andrew Rodriguez    |

## Entrenadores
- Actualizado hasta el 26 de febrero de 2025.

| Entrenador        | Nacionalidad      | Periodo   | PJ | PG | PE | PP | GF | GC  | Rend. (%) |
| ----------------- | ----------------- | --------- | -- | -- | -- | -- | -- | --- | --------- |
| Charles Cumbo     | Gibraltar         | 1991      |    |    |    |    |    |     |           |
| Allen Bula        | Gibraltar         | 2009–2015 | 9  | 1  | 2  | 6  | 3  | 28  | 11.11     |
| David Wilson      | Escocia           | 2015      | 3  | 0  | 0  | 3  | 1  | 17  | 0.00      |
| Jeff Wood         | Inglaterra        | 2015–2018 | 17 | 0  | 1  | 16 | 4  | 79  | 0.00      |
| Desi Curry        | Irlanda del Norte | 2018      | 1  | 1  | 0  | 0  | 1  | 0   | 100       |
| Julio César Ribas | Uruguay           | 2018–2025 | 64 | 8  | 11 | 45 | 27 | 175 | 21.60     |
| Scott Wiseman     | Gibraltar         | 2025–     |    |    |    |    |    |     |           |

## Ranking

### Clasificación FIFA
| 1993-2015                                                                                  | Gibraltar no era miembro de la FIFA | Gibraltar no era miembro de la FIFA | Gibraltar no era miembro de la FIFA | Gibraltar no era miembro de la FIFA | Gibraltar no era miembro de la FIFA | Gibraltar no era miembro de la FIFA | Gibraltar no era miembro de la FIFA | Gibraltar no era miembro de la FIFA | Gibraltar no era miembro de la FIFA | Gibraltar no era miembro de la FIFA | Gibraltar no era miembro de la FIFA | Gibraltar no era miembro de la FIFA | Gibraltar no era miembro de la FIFA | Gibraltar no era miembro de la FIFA | Gibraltar no era miembro de la FIFA |
| 2016                                                                                       | Gibraltar no era miembro de la FIFA | Gibraltar no era miembro de la FIFA | Gibraltar no era miembro de la FIFA | Gibraltar no era miembro de la FIFA | Gibraltar no era miembro de la FIFA | No jugó partidos                    | No jugó partidos                    | No jugó partidos                    | 205.º (0)                           | 205.º (0)                           | 205.º (0)                           | 205.º (0)                           |                                     |                                     |                                     |
| 2017                                                                                       | 205.º (0)                           | 205.º (0)                           | 205.º (0)                           | 206.º (0)                           | 206.º (0)                           | 206.º (0)                           | 206.º (0)                           | 206.º (0)                           | 206.º (0)                           | 206.º (0)                           | 206.º (0)                           | 206.º (0)                           |                                     |                                     |                                     |
| 2018                                                                                       | 206.º (0)                           | 206.º (0)                           | 206.º (0)                           | 196.º (34)                          | 196.º (34)                          | 195.º (34)                          | –                                   | 195.º (900)                         | 198.º (891)                         | 190.º (911)                         | 194.º (905)                         | 194.º (905)                         |                                     |                                     |                                     |
| 2019                                                                                       | –                                   | 194.º (905)                         | –                                   | 195.º (900)                         | –                                   | 198.º (893)                         | 198.º (893)                         | –                                   | 197.º (889)                         | 196.º (882)                         | 196.º (879)                         | 196.º (879)                         |                                     |                                     |                                     |
| 2020                                                                                       | –                                   | 196.º (879)                         | –                                   | 196.º (879)                         | –                                   | 196.º (879)                         | 196.º (879)                         | –                                   | 195.º (886)                         | 195.º (890)                         | 195.º (888)                         | 195.º (888)                         |                                     |                                     |                                     |
| 2021                                                                                       | –                                   | 195.º (888)                         | –                                   | 195.º (880.16)                      | 195.º (880.16)                      | –                                   | –                                   | 194.º (880.27)                      | 197.º (867.70)                      | 198.º (863.17)                      | 203.º (853.60)                      | 203.º (853.60)                      |                                     |                                     |                                     |
| 2022                                                                                       | –                                   | 203.º (853.60)                      | 203.º (857.20)                      | –                                   | –                                   | 201.º (856.55)                      | –                                   | 200.º (856.55)                      | –                                   | 204.º (852.16)                      | –                                   | 200.º (858.04)                      |                                     |                                     |                                     |
| 2023                                                                                       | –                                   | –                                   | –                                   | 201.º (854.72)                      | –                                   | 202.º (851.64)                      | 198.º (851.64)                      | –                                   | 198.º (845.40)                      | 198.º (842.07)                      | 201.º (840.80)                      | 201.º (840.80)                      |                                     |                                     |                                     |
| 2024                                                                                       | –                                   | 201.º (840.80)                      | –                                   | 203.º (832.50)                      | –                                   | 198.º (836.14)                      | 198.º (836.14)                      | –                                   | 198.º (842.4)                       | 197.º (848.32)                      | 197.° (848.58)                      | 196º (848.58)                       |                                     |                                     |                                     |
| Posición promedio desde la creación de la Clasificación mundial de la FIFA: 201.ª posición |                                     |                                     |                                     |                                     |                                     |                                     |                                     |                                     |                                     |                                     |                                     |                                     |                                     |                                     |                                     |

Clasificación de la FIFA más alta: 190.º (25 de octubre de 2018)

Clasificación de la FIFA más baja: 206.º (6 de abril de 2017)

Mejor progresión de la historia: +18 (12 de abril de 2018)

Peor progresión de la historia: -5 (19 de noviembre de 2022)

Colores: *Dorado =1.º puesto; *Plateado =2.o puesto; *Bronce =3.º puesto; *Celeste =Top 10.o; *Rosado =Peor posición

## Palmarés
- Juegos de las Islas (1): 2007.
  - Subcampeón (1): 1995.
- Ascenso a Liga C de la Liga de las Naciones de la UEFA como campeón de grupo (1): 2020.